# Narciso Basté Basté
Narciso Basté Basté (San Andrés de Palomar, Barcelona, 16 de diciembre de 1866 - Paterna, Valencia, 15 de octubre de 1936) es un beato de la Iglesia católica que dirigió el Patronato de la Juventud Obrera de Valencia desde 1901 hasta enero de 1932. Además, escribió cuatro libros: Patronato de jóvenes obreros (1924), Vida y milagros de la Stma. Virgen del Puig (1929), Catecismo de Apologética (1935) y La Religión Verdadera (1935).

## Historia
Estudió Derecho en la Universidad de Barcelona, donde se graduó en 1890. Ingresó ese mismo año en la Compañía de Jesús, que había conocido por su pertenencia a la Congregación Mariana de la Inmaculada y San Luis Gonzaga, sita en la Iglesia del Sagrado Corazón de Jesús, de la ciudad condal. Fueron mentores suyos los jesuitas L.I. Fiter i Cava y Celestino Matas.
Se ordenó sacerdote en 1899, y en 1901 es destinado a Valencia, como director de la Congregación Mariana del Patronato, que llegó a convertir en la más numerosa de la ciudad. Pionero de la intervención socio-educativa, iniciativas suyas fueron las primeras colonias escolares en Valencia (1906), la Casa de los Obreros (1908) y la fundación del equipo de fútbol Gimnástico Patronato (1909), además de Academias, representaciones del Belén, veladas literarias, salidas campestres, clases al aire libre...
Murió el 15 de octubre de 1936, día en que se celebra su memoria  litúrgica, asesinado por las milicias de la C.N.T.
Fue declarado beato el 11 de marzo de 2001.